# Lina Hofstädter
Lina Elfi Hofstädter (* 9. März 1954 in Lustenau) ist eine österreichische Schriftstellerin.

## Leben
Lina Hofstädter wurde in Lustenau in Vorarlberg geboren und studierte Anglistik und Germanistik. Heute lebt sie als Schriftstellerin in Sistrans bei Innsbruck.
Lina Hofstädter ist Autorin von Romanen, Erzählungen, Satiren sowie Anthologie- und Zeitschriftenbeiträgen. Sie ist Mitglied der Grazer Autorinnen Autorenversammlung und von Literatur Vorarlberg und Vorstandsmitglied der IG Autorinnen Autoren Tirol. Sie erhielt mehrere Literaturpreise und Stipendien, ist Co-Organisatorin von Bildhauer- und Musikveranstaltungen im Tiroler Pitztal.
Sie lebte und arbeitete mit dem Bildhauer Kassian Erhart bis zu dessen Tod zusammen.

## Werke
- Der Finder. Erzählung, Hecht Verlag, Hard 1988, ISBN 3-85430-093-X.
- Kopfzirkus. Satiren, Hecht Verlag, Hard 1991, ISBN 3-85430-145-6.
- Tillmanns Schweigen. Roman, Haymon Verlag, Innsbruck 1993, ISBN 3-85218-136-4.
- Hungrige Tage. Roman, Milena Verlag, Wien 2002, ISBN 3-85286-105-5.
- Lustenauer Idyllen Kurztexte mit Fotoillustrationen von Gertraud Linder, Hard 2003, ISBN 3-85298-107-7.
- Ausapern. Kriminalroman, Kyrene Verlag, Innsbruck 2004, Limbus Verlag, Hohenems 2007, ISBN 978-3-902534-10-1.
- Bergiselschlachten. Kriminalroman, Kyrene Verlag, Innsbruck 2005, Limbus Verlag, Hohenems 2007, ISBN 978-3-902534-11-8.
- Valcamona. Kriminalroman, Limbus Verlag, Hohenems 2007, ISBN 978-3-902534-12-5.
- Im Schneckenhaus. Roman, Limbus Verlag, Hohenems 2009, ISBN 978-3-902534-28-6.
- Satansbrut. Kriminalroman, TAK Verlag, Innsbruck 2011, ISBN 978-3-900888-49-7.
- Er und Sie. Doppelerzählung, Limbus Verlag, Innsbruck 2013, ISBN 978-3-902534-84-2.
- Erebus. Kriminalroman mit Booklet 26 Krähengedichte, TAK Verlag, Innsbruck 2015, ISBN 978-3-900888-60-2.
- Erinnerungen an die Natur. Lyrik. Mit Holzdrucken von Kassian Erhart. TAK Verlag, Innsbruck 2018. ISBN 978-3-900888-65-7.
- Maria. Königin. Macht – eine Demontage. Historisches Drama, 2018.
- Max, Moritz, Nenad.  Roman. TAK, Innsbruck 2023, ISBN 978-3-900888-82-4.
- Trauerbüchlein. Gedichte. Mit Zeichnungen von Kassian Erhart. TAK Verlag, Innsbruck 2024, ISBN 978-3-900888-90-9.

## Im Selbstverlag
- Gegen das Vergessen.  Lieder, 1984.
- Mir lebn eibik!  Jiddische Lieder aus Ghetto und Widerstand, 1986.
- Kopfzirkus, ein Kunst-Buch. (35 × 25 cm; 17 Illustrationen in original Farbholzschnitt und 30 Seiten Text handgeschrieben in original Siebdruck, handgefertigter Zirbenholzumschlag in Leder handgebunden), Aufl. 50. gemeinsam mit Kassian Erhart, 1987.

## Beiträge in Anthologien
- Kindheit im (Nach)krieg. Hard 1988
- Kurzgeschichten des 2. Harder Literaturwettbewerbs. Hard 1989
- Schriftstellerinnen sehen ihr Land. Wien 1995
- Wegen der Gegend – Vorarlberg. Frankfurt am Main 2000
- Witz-Bild-Sinn, Facetten des zeitgenössischen Aphorismus. Hrsg. Kamburg-Spicker-Wilbert, Bochum 2008
- Lyrik der Gegenwart, Feldkircher Lyrikpreis 2008. Hrsg. Kronabitter, St. Wolfgang 2008
- Lustenau Lesebuch. Dornbirn 2011. ISBN 978-3-901325-51-9
- Petra Rainer: Unsere Fabrik.  Bucher Verlag, Hohenems 2015, ISBN 978-3-99018-277-2.
- Die Corona-Anthologie by Cognac und Biskotten. Hrsg. Thomas Schafferer, Innsbruck 2021, ISBN 978-3-9504143-9-4.